# María de Jesús
María López de Rivas Martínez, OCD (18 de agosto de 1560 – 13 de septiembre de 1640), en religión María de Jesús, fue una carmelita descalza española. Fue beatificada el 14 de noviembre de 1976.

## Vida
María López de Rivas Martínez nació en España el 18 de agosto de 1560 en una vida rica. Su padre murió cuando ella tenía cuatro años y sus abuelos paternos la criaron después de que su madre se volviera a casar. Ella tenía una buena educación y prefería una vida sencilla a una de riqueza.
El 12 de agosto de 1577 fue presentada a un sacerdote jesuita y aprovechó esta oportunidad para convertirse en miembro de las Carmelitas de Toledo a la edad de diecisiete años, a pesar de su precario estado de salud. Profesó como miembro de pleno derecho de la orden el 8 de septiembre de 1578. También se decía que ella llevaba los estigmas.  Desempeñó el cargo de priora de la institución desde 1591 a 1595 y en 1598.  Fue acusada de un delito en 1600 -una acusación injusta- y fue destituida como priora y aislada durante dos décadas. Ella aceptó esto sin resentimiento y, después de morir el acusador, se rehabilitó mientras pedía perdón. Fue reelegida como priora el 25 de junio de 1624  y sirvió hasta 1627. 
También era amiga íntima de Teresa de Ávila y las dos se contaban cosas con sinceridad. 
Su salud continuó deteriorándose y murió el 13 de septiembre de 1640 a las 10:00 am. 

## Beatificación
El proceso de beatificación se inició en Toledo el 10 de diciembre de 1926 y le confirió el título de Sierva de Dios.  Fue declarada Venerable el 22 de junio de 1972 después de que el Papa Pablo VI reconociera su vida de virtudes heroicas. 
Para su beatificación se necesitaron dos milagros. El proceso de apertura del primer edificio se realizó en Cartagena y duró entre 1928 y 1929. La segunda se celebró exactamente a la misma hora en Toledo. Ambos procesos fueron ratificados en 1974. Pablo VI aprobó ambas a mediados de 1976 y la beatificó el 14 de noviembre de 1976. 
El tercer milagro atribuido a su intercesión, necesario para su canonización, fue investigado y el proceso fue ratificado el 13 de octubre de 1995. El consejo médico que asesora a la Congregación para las Causas de los Santos en Roma aprobó el milagro a mediados de 1998.